# هندریک-ایدو-آمباخت
هندریک-ایدو-آمباخت (به هلندی: Hendrik-Ido-Ambacht) یک منطقهٔ مسکونی در هلند است که در هلند جنوبی واقع شده‌است. هندریک-ایدو-آمباخت −۱ متر بالاتر از سطح دریا واقع شده‌است.